# Aaron Osei Bonsu
Aaron Osei Bonsu (29 maart 2005) is een Belgisch voetballer met Ghanese roots die sinds 2024 uitkomt voor Al Dhafra SCC.

## Carrière
Osei Bonsu werd geboren in Ghana. Als tiener verhuisde hij naar België, waar zijn vader op dat moment al een aantal jaar werkte. Via een jeugdwerker van de vzw Habbekrats kon hij zich aansluiten bij de U13 van VK Valaarhof, een club uit het vroegere Katholiek Sportverbond. In een oefenwedstrijd tegen Beerschot VA maakte hij zoveel indruk dat hij kon overstappen naar de Mannekes.
Op 14 april 2023 maakte Osei Bonsu zijn officiële debuut in het eerste elftal van Beerschot: in de competitiewedstrijd tegen Club NXT (4-0-winst) liet interim-trainer Thomas Darazs, die de geschorste Andreas Wieland verving, hem in de 85e minuut invallen. Kort daarop liet Beerschot hem zijn eerste profcontract ondertekenen. Drie weken na zijn profdebuut mocht Osei Bonsu ook kort invallen in de competitiewedstrijd tegen de RSCA Futures (0-2-winst).
Na een seizoen in de anonimiteit ondertekende Osei Bonsu in de zomer van 2024 een eenjarig contract met optie op twee extra seizoenen bij Al Dhafra SCC, een club op het tweede niveau van de Verenigde Arabische Emiraten.

## Clubstatistieken
| Seizoen         | Club             | Land                                  | Competitie                | Competitie | Competitie | Beker | Beker | Supercup | Supercup | Europees | Europees | Totaal | Totaal |
| Seizoen         | Club             | Land                                  | Competitie                | Wed.       | Dlp.       | Wed.  | Dlp.  | Wed.     | Dlp.     | Wed.     | Dlp.     | Wed.   | Dlp.   |
| --------------- | ---------------- | ------------------------------------- | ------------------------- | ---------- | ---------- | ----- | ----- | -------- | -------- | -------- | -------- | ------ | ------ |
| 2022/23         | Beerschot VA U23 | Vlag van België                       | Tweede afdeling           | 4          | 0          | —     | —     | —        | —        | —        | —        | 4      | 0      |
| 2022/23         | Beerschot VA     | Vlag van België                       | Eerste klasse B           | 2          | 0          | 0     | 0     | —        | —        | —        | —        | 2      | 0      |
| 2023/24         | Beerschot VA     | Vlag van België                       | Eerste klasse B           | 0          | 0          | 0     | 0     | —        | —        | —        | —        | 0      | 0      |
| 2024/25         | Al Dhafra SCC    | Vlag van Verenigde Arabische Emiraten | UAE First Division League |            |            |       |       | —        | —        | —        | —        | 0      | 0      |
| Carrière totaal | Carrière totaal  | Carrière totaal                       | Carrière totaal           | 6          | 0          | 0     | 0     | 0        | 0        | 0        | 0        | 6      | 0      |

Bijgewerkt op 18 november 2024.

## Privé
- Osei Bonsu is het neefje van voormalig bokser Sugar Jackson.[1]